# Věra Růžičková
Hana Růžičková, z domu Schulaková (ur. 10 sierpnia 1928 w Brnie, zm. 24 listopada 2018 tamże) – czeska gimnastyczka, mistrzyni olimpijska z 1948. W czasie swojej kariery sportowej reprezentowała Czechosłowację.

## Kariera sportowa
Zdobyła złoty medal w wieloboju drużynowym na igrzyskach olimpijskich w 1948 w Londynie. Jej koleżankami w reprezentacji Czechosłowacji były: Zdeňka Honsová, Marie Kovářová, Miloslava Misáková, Milena Müllerová, Olga Šilhánová, Božena Srncová i Zdeňka Veřmiřovská. Růžičková początkowo była zawodniczką rezerwową, a w zespole miała występować Eliška Misáková, młodsza siostra Miloslavy. Jednak po przylocie do Londynu wykryto u niej chorobę Heinego-Medina i umieszczono w szpitalu, w którym zmarła w czasie rozgrywanych zawodów olimpijskich w gimnastyce.
Wielobój drużynowy był jedyną kobiecą konkurencją gimnastyczną rozgrywaną na tych igrzyskach olimpijskich. Kolejność drużyn była ustalana na podstawie wyników indywidualnych sześciu najlepszych gimnastyczek spośród ośmiu tworzących drużynę. W nieoficjalnej klasyfikacji indywidualnej Růžičková zajęła 7. miejsce.
Przed II wojną światową Růžičková uprawiała pływanie i skoki do wody, a po wojnie grała w koszykówkę w pierwszoligowym klubie SK Židenice.
Po 1989 zaangażowała się w odbudowę ruchu sokolskiego, a także była jedną z założycielek czeskiego klubu olimpijczyków. W 2016 została odznaczona Medalem za Zasługi.